# Slowakische Küche

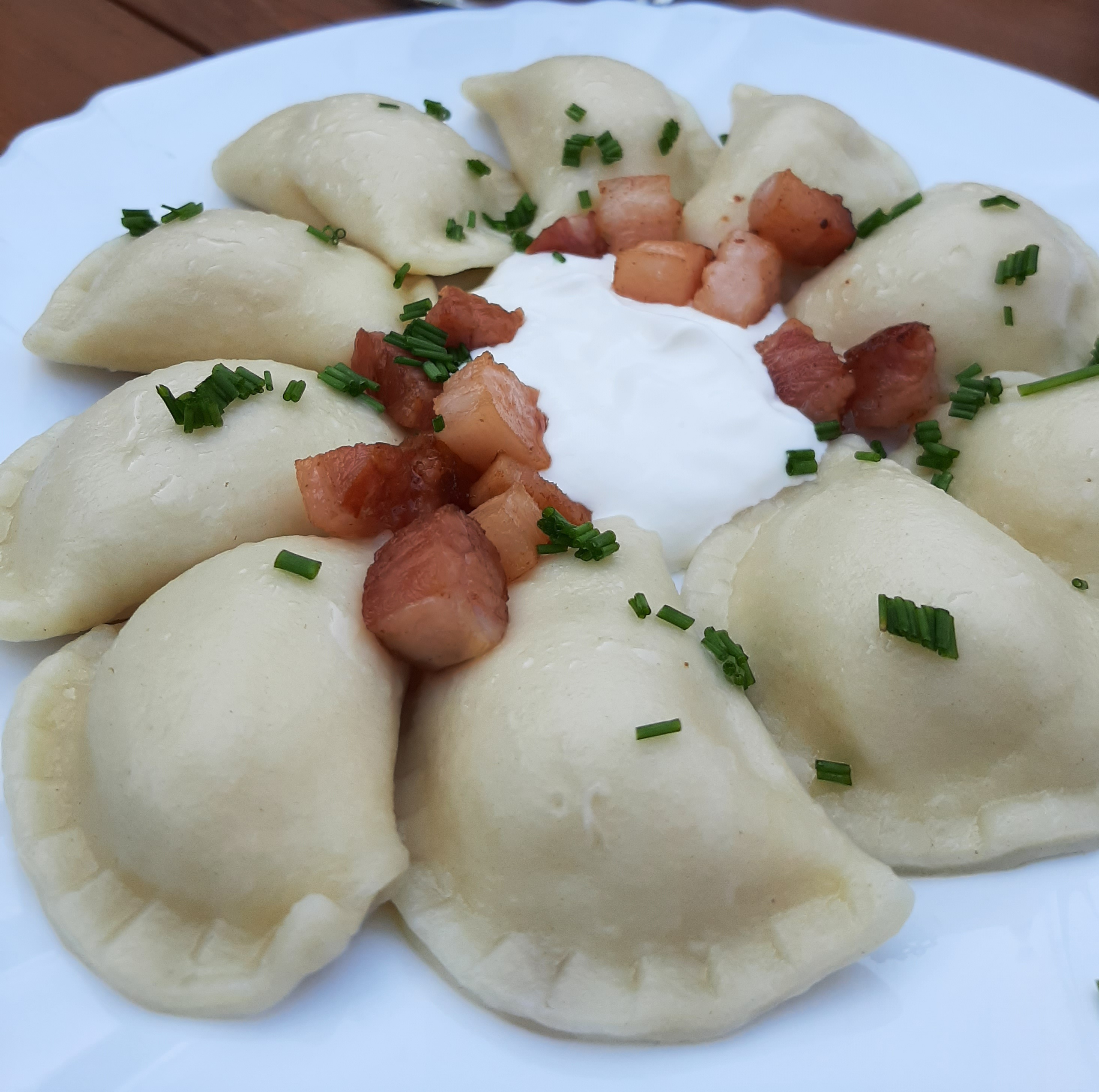
Brimsen-Piroggen

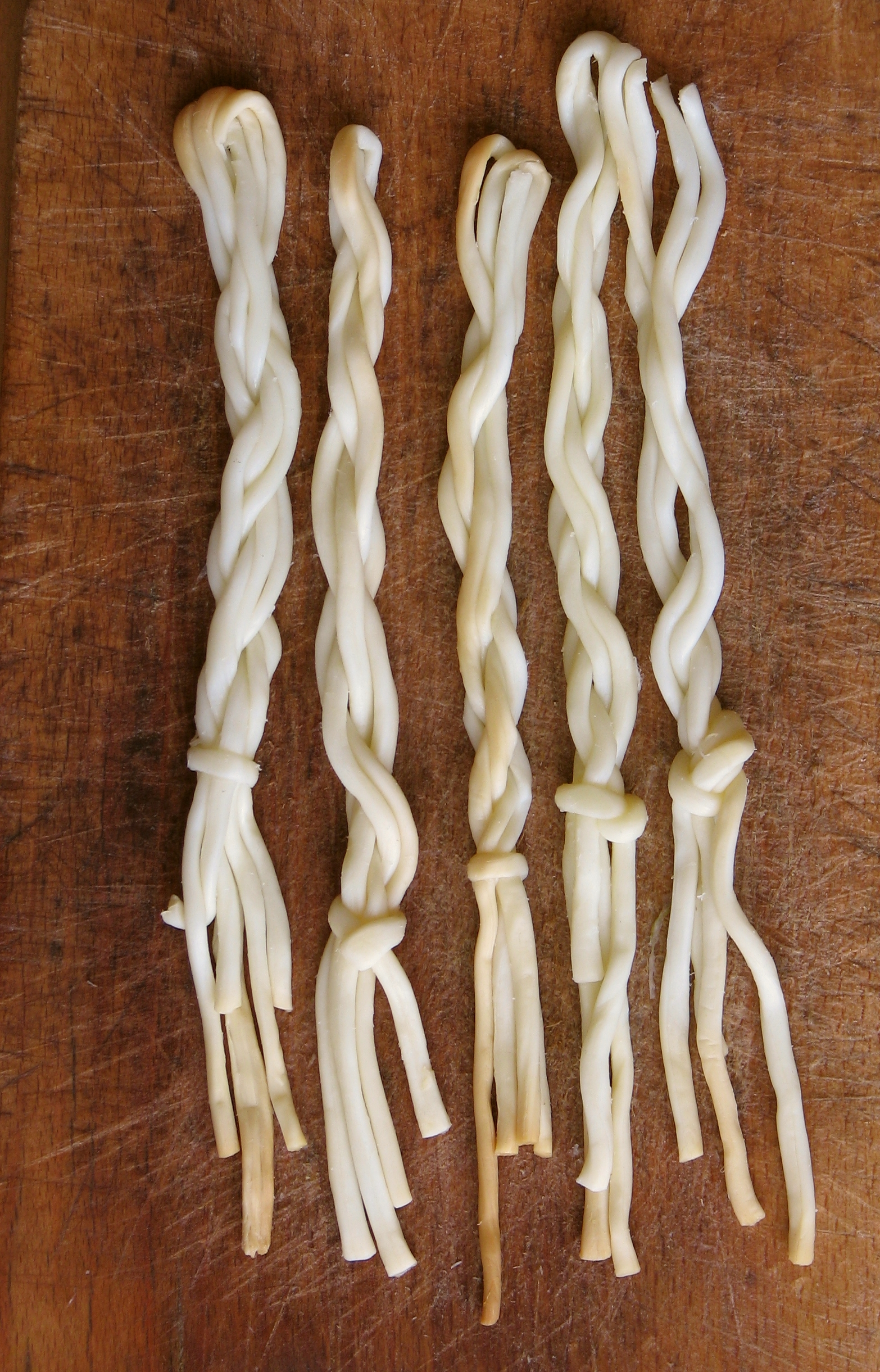
Geräucherte Korbáčiky

Die slowakische Küche ist die nationale Küche der Slowakei. Aufgrund historischer Verhältnisse ist sie von den umliegenden Staaten, insbesondere der Polnischen und der tschechischen Küche beeinflusst worden. Traditionell basiert die slowakische Küche auf der Verwendung von Fleisch, Kartoffeln, Gemüse (vor allem Sauerkraut) und Milchprodukten. Dies begründet sich zum Teil durch raue klimatische Bedingungen in vielen Gebirgen des Landes.

## Gerichte und Spezialitäten
Nachfolgend eine (nicht vollständige) Auswahl an Gerichten.

### Suppen
Eine traditionell slowakische Suppe ist die Sauerkrautsuppe (kapustnica). Sie besteht aus gesäuertem Weißkohl, Rauchfleisch, Trockenpilzen und -pflaumen, Wurst, etwas Mehl sowie Sauerrahm. Weitere landestypische Suppen sind Bohnensuppe (fazuľová polievka), Knoblauchsuppe (cesnaková polievka), Linsensuppe (šošovicová polievka), Brimsensuppe (demikát), Rindfleisch- und Hühnersuppe und Gulaschsuppe.

### Hauptgerichte
In der slowakischen Küche ist die Verwendung von Nocken (halušky) typisch, im Zipserdeutschen auch Haajaknetchen genannt. Das hiervon abgeleitete Nationalgericht heißt Bryndzové halušky (Brimsennocken), bei dem die Nocken mit Bryndza (einer Schafskäsesorte) und Speck serviert werden. Ein weiteres bekanntes Gericht sind „Sauerkrautnocken“ (strapačky oder kapustové halušky), von denen es in den unterschiedlichen Regionen der Slowakei etliche Varianten gibt. Typisch für die Slowakei sind auch Kartoffelfladen (lokše) sowie gebratene Fleischgerichte wie Gänsebraten und Schlachtspezialitäten wie Blutwurst (jaternica), Presswurst (tlačenka) und Sulz (huspenina).
Die Spuren der ungarischen und österreichischen Küche sind unverkennbar; Gulasch und Wiener Schnitzel sind weit verbreitete Hauptspeisen. Ein in der Slowakei populäres tschechisches Gericht ist darüber hinaus Sviečková (Lendenbraten).
Weitere Gerichte:
- Bryndzové pirohy (Brimsen-Piroggen)
- Granadír(sky pochod) (Grenadiermarsch)
- Lokše (Kartoffelpfannkuchen)
- Parené buchty (Dampfnudeln)
- Treska v majonéze (Dorsch in Mayonnaise), typischerweise mit Hörnchen gegessen
- Vyprážaný syr (Panierter und frittierter Käse)
- Zemiakové placky (Kartoffelpuffer, Reibenkuchen)

### Desserts
Verschiedene Strudelarten, Hefekuchen und Buchteln sind Teil der slowakischen Küche. Abgesehen vom alltäglichen Konsum werden die Desserts besonders in der Weihnachts- und Osterzeit zubereitet.
- Bábovka (Gugelhupf)
- Bratislavské rožky (Pressburger Kipferln)
- Medovníky (Honigkuchen)
- Palacinky (Palatschinken)
- Makové šúľance (Mohnnudeln)
- Ryžový nákyp (Reiskuchen oder Reisauflauf)
- Šuhajdy
- Trdelník (Baumkuchen)
- Žemľovka (Scheiterhaufen)

Eine typische salzige Mehlspeise sind Pogatschen (pagáče).

### Käse
In der Slowakei gibt es eine Reihe von verschiedenen Schafskäsesorten. Am bekanntesten ist der schon erwähnte Brimsen (bryndzová nátierka), der auch als Aufstrich verwendet wird. In Österreich unter dem Namen Liptauer bekannt, zählt er zum so genannten šmirkás (auf Deutsch: Schmierkäse).
Weitere typische Käsesorten sind:
- Oštiepok, ein ursprünglich walachischer Hartkäse aus Schafsmilch. Zubereitet wird er durch das Abkneifen des frischen Süßkäses in eine hölzerne Rundform. Nach dem Abstehen wird er in salziges Warmwasser gesenkt, bis das Salz den Käse vollständig durchdrungen hat. Abschließend wird er getrocknet. Es gibt einen ähnlichen polnischen Käse namens Oscypek, der sich aber im Zutatenverhältnis, der Art der Herstellung sowie seiner Charakteristik unterscheidet.[2]
- Parenica, ein halbharter, nichtreifender, halbfetter und (üblicherweise) geräucherter Schafskäse, der seine „S“-Form durch gegenläufiges Aufrollen erhält. Dieser Käse ist die Spezialität der Region Pohronie („Grantal“).
- Korbáčik (Pl. korbáčiky, dt. etwa „kleine Karbatsche“), ein geflochtener Käse aus der Region Orava (Arwa). Er ist geräuchert sowie ungeräuchert erhältlich.

## Getränke

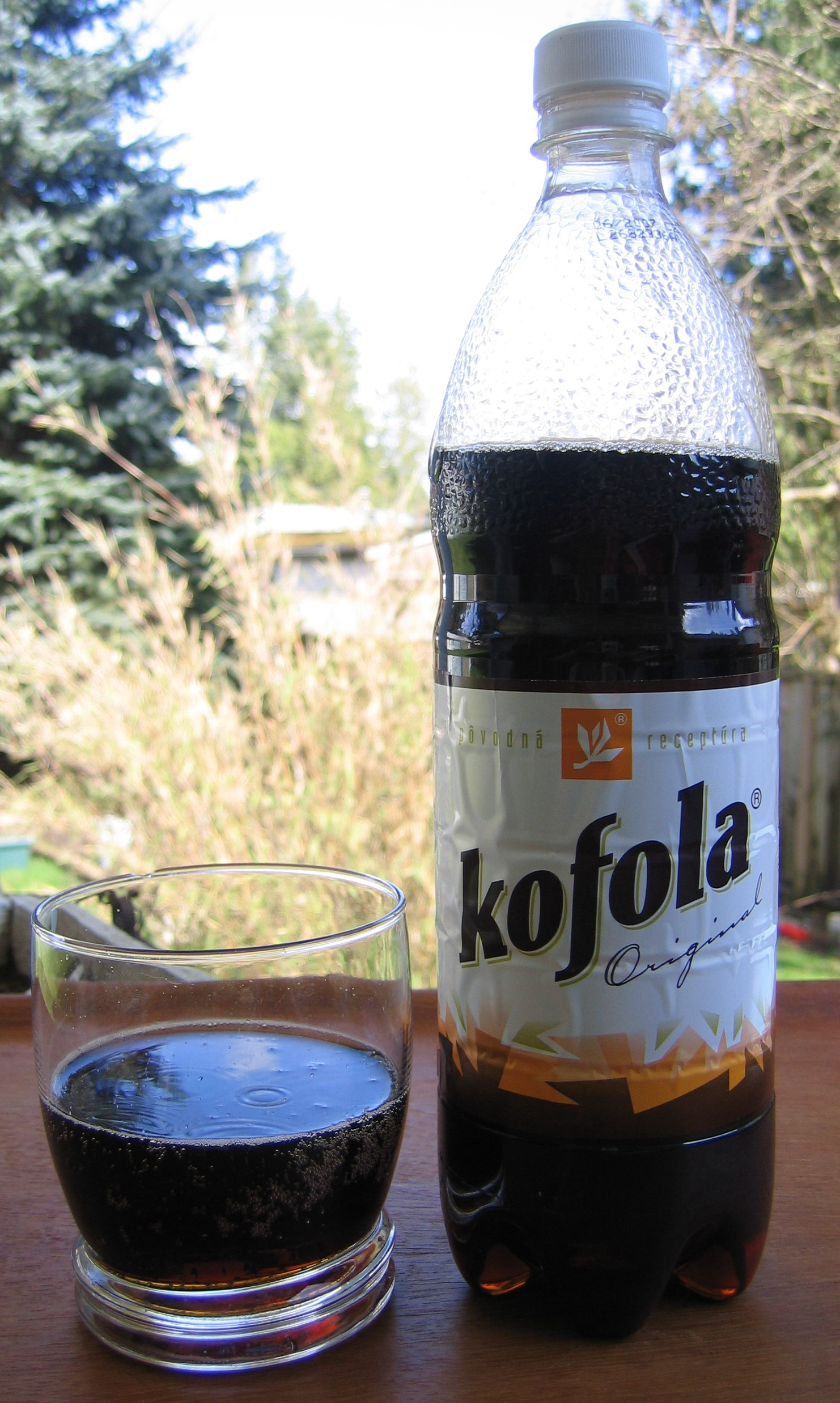
Kofola

Aus den gebirgigen Gebieten stammt die aus Schafsmilch hergestellte Žinčica.
Abgesehen davon ist Bier in der Slowakei ein populäres Getränk. Bekannte einheimische Marken wie Corgoň, Smädný mních, Stein, Šariš, Topvar und Zlatý Bažant wurden zum größten Teil schon von internationalen Konzernen übernommen. Dazu entstanden insbesondere ab den späten 2000er Jahren zahlreiche Kleinbrauereien: Anfang 2020 gab es insgesamt 76 Kleinbrauereien neben vier mittelgroßen und großen Brauereien.
Auch Wein ist weit verbreitet. In den sechs Weinbaugebieten im Westen und Süden des Landes werden gängige Sorten produziert; davon sind das Kleine Karpaten-Weinbaugebiet (Blaufränkisch, Riesling) und der slowakische Teil vom Tokajer Weinbaugebiet am bekanntesten.
Zu den spezifischen Branntweinen gehört Borovička (aus Wacholderbeeren gebrannt) und Hriatô (Mischung aus angebratenem Speck, Alkohol und Honig oder Zucker). Auch Sliwowitz (slivovica) ist, neben weiteren Obstschnäpsen wie marhuľovica (Aprikosen-Marillenschnaps), jablkovica (Apfelschnaps) oder hruškovica (Birnenschnaps), in der Slowakei beliebt. Ein typisch slowakischer Kräuterlikör ist Demänovka.
An alkoholfreien Getränken sind beispielsweise das slowakische Traubensaftgetränk Vinea oder die tschechische Kofola bekannt.